# Koidula (Lääne-Saare)
Koidula – wieś w Estonii, w prowincji Saare, w gminie Lääne-Saare. Pod koniec 2004 roku wieś zamieszkiwały 82 osoby.